# Undă Moreton
O undă Moreton este o undă de șoc solară (un fel de tsunami solar la scară mare  ) produsă de activitatea cromosferei, fiind generată de erupțiile solare. Poartă numele astronomului american Gail Moreton, care le-a reperat când lucra la Observatorul Solar Lockheed (LMSAL) din Burbank, California în 1959.